# Achutupu
Achutupu ou Isla Perro (en dulegaya: Assudub, « île aux chiens ») est une localité et île située sur l'archipel de San Blas de la comarque indigène panaméenne de Guna Yala, à 7 km de la côte. Elle appartient à la commune d'Ailigandí.